# Malattia di Pott
La malattia di Pott o  morbo di Pott, chiamata anche spondilite tubercolare, è una forma di tubercolosi extrapolmonare; si tratta della sindrome generata dalla localizzazione dei micobatteri (il bacillo di Koch), responsabili della malattia, nelle vertebre della colonna.

## Eziologia
La malattia deriva dal danno causato dal micobatterio ai tessuti intervertebrali, che vengono progressivamente distrutti; essa inizia a svilupparsi in una specifica vertebra per poi diffondersi anche ad altre; nel suo progredire la distanza delle vertebre si riduce sempre di più fino a collassare, e per questo è necessario un rapido intervento.

## Sintomatologia
La triade di Pott è costituita da: dolore, gibbo e paraplegia (quest'ultima non sempre presente).

### Sintomi muscolo-scheletrici
Tra essi vi sono: ascessi, gonfiore, artrite, artrosi, spasmi muscolari e sensazione generalizzata di debolezza (soprattutto alle gambe), mancata crescita, la deviazione della colonna vertebrale, che provoca bassa statura (se il soggetto ne è colpito durante l'adolescenza) e la cosiddetta "gobba" (spesso nel passato si pensava erroneamente alla scoliosi).

### Sintomi cardiaci, circolatori e respiratori
Può causare cardiopatia, pericardite, idrotorace, danni ad organi interni, edema polmonare acuto (idropisia), pleurite e asma, a causa della compressione dello spazio polmonare e toracico, ipotensione (causata dalle lesioni midollari).

### Sintomi neurologici
Fra i sintomi neurologici (dovuti alla compromissione dei nervi cranici e spinali, e al collasso vertebrale causato dalla distruzione dei dischi intervertebrali) vi sono: dolore da compressione nervosa (alla schiena, alle gambe e alle braccia), paraplegia, annebbiamento della vista e difficoltà visive, parestesie (specialmente sensazione anomala di freddo o di caldo, formicolii, ecc.), iperestesia e/o ipoestesia, sudorazione notturna, paralisi, rigidità, talvolta anoressia, perdita di peso, disturbi dell'equilibrio e della postura e altri deficit vari e variabili.

### Sintomi immunitari
Si ha febbre durante la fase acuta di infezione.

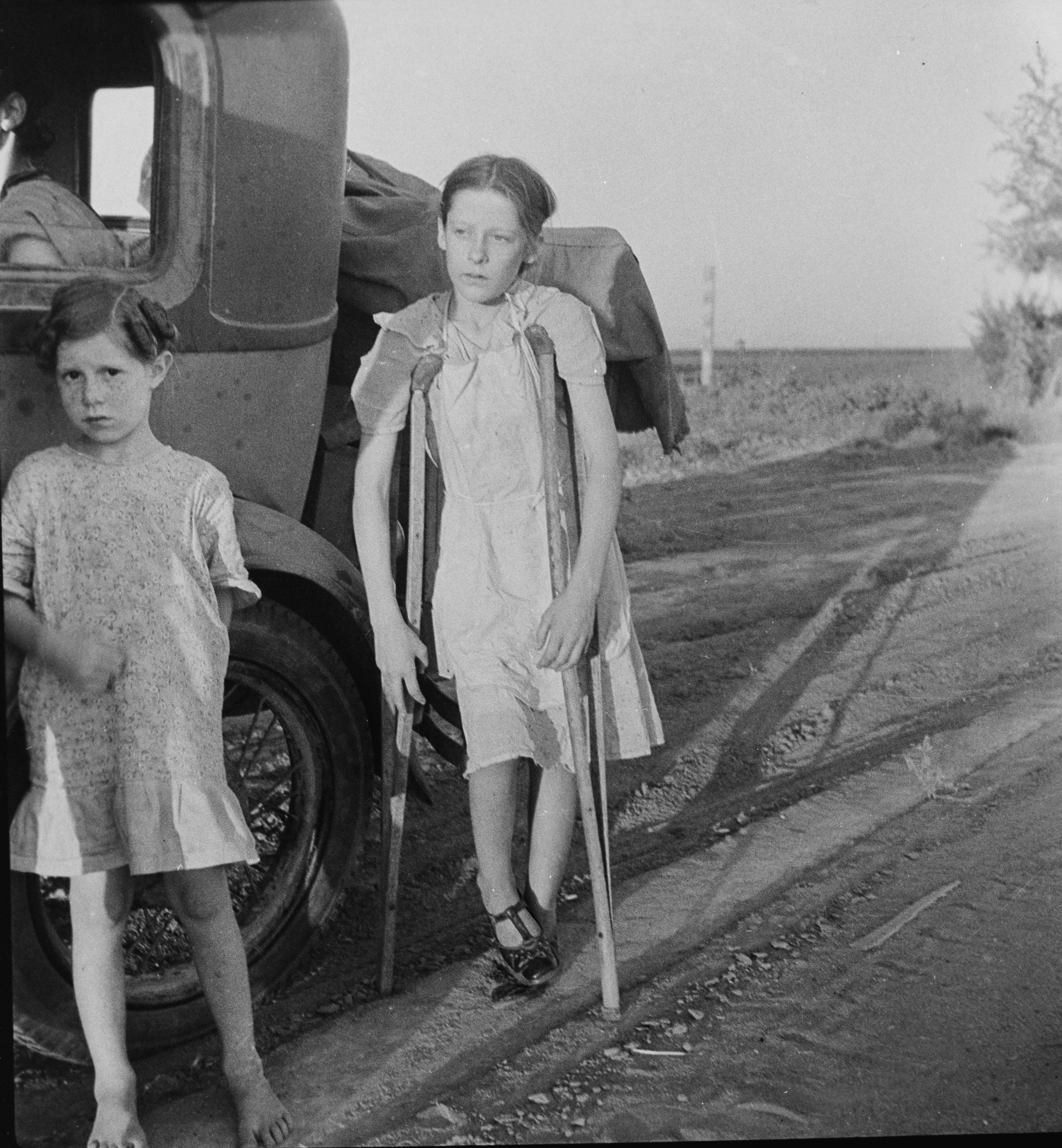
Ragazza dell'Oklahoma affetta da tubercolosi ossea, 1935

## Esami
La diagnosi viene effettuata tramite radiografia, test del sangue e test tubercolinico. Tramite esami radiologici si riscontrano ascesso paravertebrale da cui può formarsi un edema e distruzione del disco intervertebrale. Successivamente si procede a rachicentesi e biopsia ossea.

## Terapia
Consiste nell'eliminare il bacillo con terapia antibiotica anti-tubercolare, se esso è ancora presente, e nel correggere i danni con la fisioterapia ed eventualmente con la chirurgia ortopedica e neurologica. Si usano inoltre gli antidolorifici nel trattamento sintomatico

## Storia
Si tratta di una malattia molto diffusa in passato e spesso non diagnosticata (è stata ritrovata negli scheletri delle mummie egizie). Ne soffrirono, tra gli altri, Vincenzo Cardarelli, il mafioso Luciano Liggio, Alberto Moravia, Santa Gemma Galgani, Santa Bernadette Soubirous, Alexander Pope, Jane Addams, Mario Scalesi, Antonio Gramsci, la principessa ottomana Nermin Sultan e il principe Luigi Giuseppe di Borbone-Francia. Alcuni ritengono che ne fossero affetti anche Giacomo Leopardi e Søren Kierkegaard, ma la diagnosi in questi casi è dibattuta. 
Oggi è molto rara nei paesi sviluppati, come la tubercolosi polmonare alla cui diffusione è strettamente legata, condividendone l'agente patogeno.